# Universidad Estatal Politécnica de California
La Universidad Estatal Politécnica de California (en inglés: California State Polytechnic University), comúnmente conocida como Cal Poly Pomona o simplemente como Cal Poly es una universidad pública ubicada en Pomona (California), Estados Unidos. 
Es una de las universidades que forman el sistema de la Universidad Estatal de California. Cuenta con un campus de más de 5.8 km² y está ubicada en la ciudad de Pomona, Condado de Los Ángeles, California en los Estados Unidos de América.
- La Universidad se encarga de la administración del Campus de Cal Poly Pomona y reserva ecológica Voorhis.

## Deportes

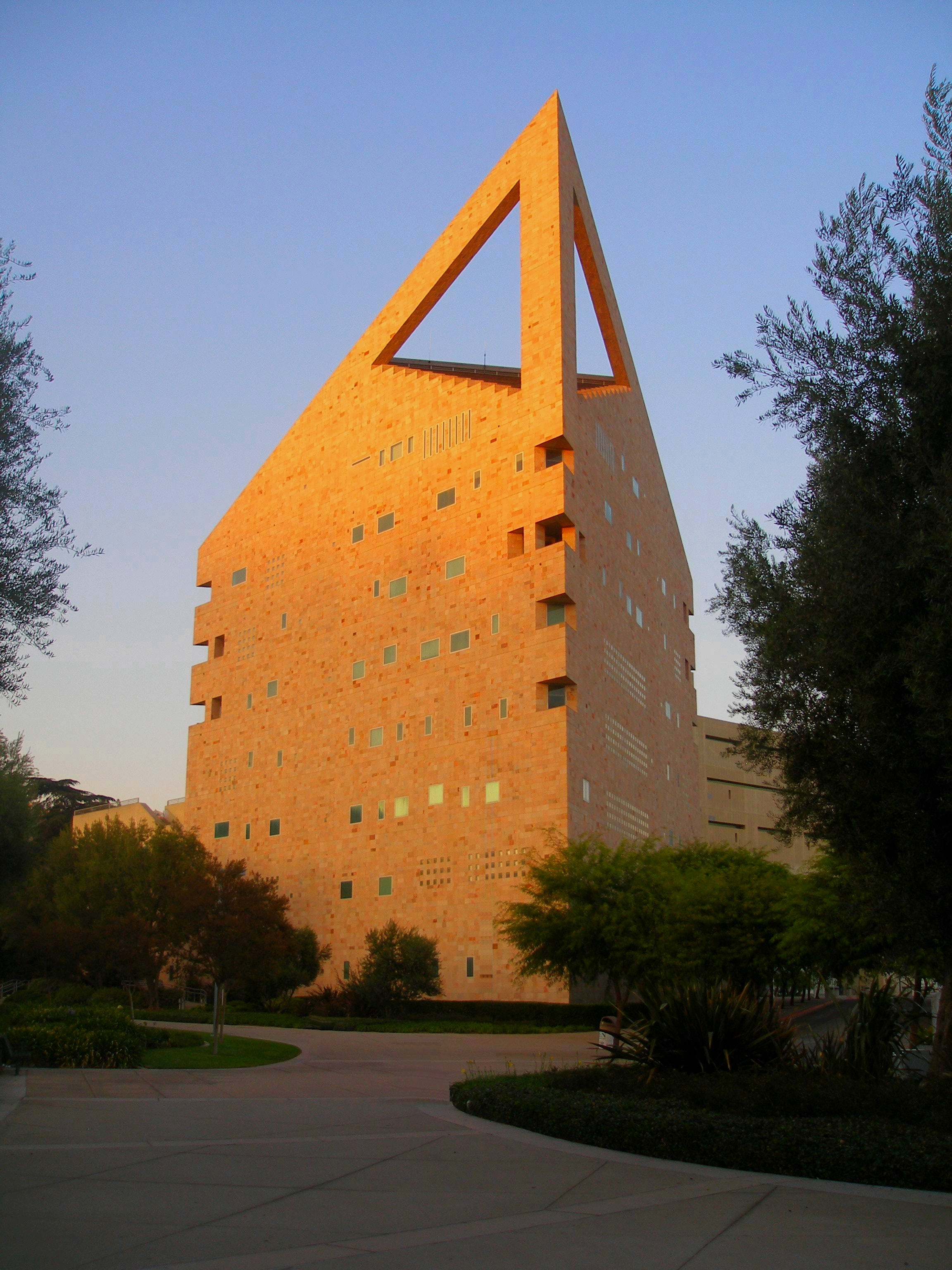
CLA Building: Edificio de aulas, laboratorios y administración.